# Nguyên Thành
Nguyên Thành là một khu (quận) thuộc địa cấp thị Hà Nguyên, Quảng Dông, Trung Quốc. Quận cũng là trung tâm của thành phố Hà Nguyên.

## Nhai đạo
- Thượng Thành (上城街道)
- Đông Bộ (东埔街道)
- Tân Giang (新江街道)
- Nguyên Tây (源西街道)

## Trấn
- Nguyên Nam (源南镇)
- Bộ Tiền (埔前镇)

## Nông trường quốc doanh
- Cao Bộ Cương (高埔岗农场)